# Comté de Nannup
Le Comté de Nannup est une zone d'administration locale dans le sud-ouest de l'Australie-Occidentale en Australie à environ 280 km au sud de Perth. Environ la moitié de la population du comté vit dans la principale ville du comté : Nannup.
Environ 85 % de la surface du comté est couverte de bois de jarrahs, karris et de marris tandis que la zone côtière est pour sa plus grande part située dans le parc national D'Entrecasteaux.
Le comté comporte un certain nombre de localités :
- Nannup
- Cundinup
- Donnelly River (Wheatley)
- Jalbarragup
- Peerabeelup

Le comté a 8 conseillers locaux en 3 circonscriptions.